# Finland op het Eurovisiesongfestival 1985
Finland nam in 1985 deel aan het Eurovisiesongfestival in Göteborg, Zweden. Het was de vierentwintigste deelname van het land op het festival. Het land werd vertegenwoordigd door Sonja Lumme met het lied Eläköön elämä.

## Selectieprocedure
De finale werd gehouden in de studio's van YLE in Helsinki.
| Volgorde | Artiest                          | Lied                      | Punten | Plaats |
| -------- | -------------------------------- | ------------------------- | ------ | ------ |
| 1        | Tapani Kansa                     | Siksi lauluni soi         | 184    | 3de    |
| 2        | Bianca Morales                   | Ei aina svengaa           | 105    | 12de   |
| 3        | Ami Aspelund and Riki Sorsa      | Lapset maailman           | 180    | 4de    |
| 4        | Sonja Lumme                      | Mulle rakkauden kevät toi | 123    | 11de   |
| 5        | Jokke Seppälä                    | Jossain                   | 158    | 6de    |
| 6        | Ami Aspelund                     | Sången om vårt hus        | 131    | 9de    |
| 7        | Riki Sorsa                       | Haaveissa vainko oot mun? | 221    | 2de    |
| 8        | Bianca Morales                   | Mennään vaan              | 155    | 7de    |
| 9        | Tapani Kansa                     | Onnellisuus               | 128    | 10de   |
| 10       | Ami Aspelund                     | Mandy                     | 144    | 8ste   |
| 11       | Bianca Morales and Jokke Seppälä | Huomenna                  | 179    | 5de    |
| 12       | Sonja Lumme                      | Eläköön elämä             | 255    | 1ste   |

## In Göteborg
Op het Eurovisiesongfestival zelf trad Finland als tweede van negentien deelnemers aan, na Ierland en voor Cyprus. Aan het einde van de puntentelling stond Finland op een 9de plaats te zijn geëindigd met 58 punten.
België gaf geen punten aan deze inzending en Nederland deed niet mee in 1985.

### Gekregen punten

#### Finale
| 12 punten | 10 punten              | 8 punten  | 7 punten                       | 6 punten                    |
| --------- | ---------------------- | --------- | ------------------------------ | --------------------------- |
|           | - Griekenland - Zweden |           | - Italië - Verenigd Koninkrijk | - Cyprus - Ierland - Spanje |
| 5 punten  | 4 punten               | 3 punten  | 2 punten                       | 1 punt                      |
|           |                        | - Turkije | - Zwitserland                  | - Israël                    |

### Punten gegeven door Finland

#### Finale
Punten gegeven in de finale:
| 12 punten | Zweden              |
| 10 punten | Duitsland           |
| 8 punten  | Spanje              |
| 7 punten  | Verenigd Koninkrijk |
| 6 punten  | Italië              |
| 5 punten  | Frankrijk           |
| 4 punten  | Noorwegen           |
| 3 punten  | Zwitserland         |
| 2 punten  | Turkije             |
| 1 punt    | Ierland             |

1961 · 1962 · 1963 · 1964 · 1965 · 1966 · 1967 · 1968 · 1969 · 1970 · 1971 · 1972 · 1973 · 1974 · 1975 · 1976 · 1977 · 1978 · 1979 · 1980 · 1981 · 1982 · 1983 · 1984 · 1985 · 1986 · 1987 · 1988 · 1989 · 1990 · 1991 · 1992 · 1993 · 1994 · 1995 · 1996 · 1997 · 1998 · 1999 · 2000 · 2001 · 2002 · 2003 · 2004 · 2005 · 2006 · 2007 · 2008 · 2009 · 2010 · 2011 · 2012 · 2013 · 2014 · 2015 · 2016 · 2017 · 2018 · 2019 · 2020 · 2021 · 2022 · 2023 · 2024 · 2025